# Mike Crossey
Mike Crossey (* 1979 in Belfast) ist ein britischer Musikproduzent. Er produzierte unter anderem das Debütsingle der Arctic Monkeys sowie deren erste beide Alben. Daneben produzierte er unter anderem Bands wie Foals, Keane und The Kooks.

## Karriere
Crossey studierte am renommierten Liverpool Institute for Performing Arts und begann seine Karriere in dem Liverpooler Motor Museum Studio. Dort arbeitete er mit dem Sänger und Bassist der Band Orchestral Manoeuvres in the Dark, Andy McCluskey, zusammen.
In den letzten Jahren hat er weitere Alben für die Bands Foals, Keane, Jake Bugg, Tribes, Blood Red Shoes, The Enemy, The Kooks, Razorlight und The 1975 produziert. 2012 zog er nach London und mischte dort zusammen mit Ben Howard dessen Album Every Kingdom und das zweite Album von Two Door Cinema Club, Beacon. Außerdem arbeitete er mit dem aus Nottingham stammenden Jake Bugg zusammen, mischte und produzierte dessen Debütalbum Jake Bugg. Dieses erschien am 15. Oktober 2012 und war vom 21. bis zum 27. Oktober an der Spitze der britischen Albumcharts. Im September 2013 wurde das Album für den Mercury Music Prize nominiert. Von NME wurde es mit 9/10 bewertet. Metacritic bewertete das Album mit 81/100. Ebenfalls 2012 produzierte er für The View das Album Cheeky for a Reason das den Sprung in die Top Ten Album Charts schaffte. Das ebenfalls sehr erfolgreiche Album ANNA von The Courteeners stieg auf Platz 2 der Charts ein.

## Dokumentarfilme
In der Webisode All the way back to Liverpool wird Mike Crossey während seiner Arbeit im Motor Museum Studio mit Singer-Songwritern dokumentiert und interviewt.